# Juan Luis Cano
Juan Luis Cano (Madrid, 6 de mayo de 1960) es un periodista, escritor y humorista español, especialmente conocido por haber sido parte del dúo Gomaespuma.

## Biografía
Nació en el barrio madrileño de Carabanchel, donde su familia tuvo una funeraria (de ahí el título de una de sus novelas).
Estudió periodismo y trabajó en publicaciones como ABC, Interviú, además de Madrid FM y Antena 3 Radio. Fue en esta última donde comenzó a hacerse famoso copresentando el programa humorístico de radio Gomaespuma junto a Guillermo Fesser. Se emitió desde principios de la década de 1980 hasta el 27 de julio de 2007, pasando por M80 Radio y terminando en Onda Cero. Debutó en televisión en el programa Punto de encuentro (1985-1987), con la sección Perversas encuestas, junto a Guillermo Fesser.
Su empresa Gomaespuma lleva varias décadas publicando libros, cómics y discos, además de algunos programas de radio y televisión. Ha participado como actor secundario en el corto El secdleto de la tlompeta, dirigido por Javier Fesser.
Su pasión por los toros le lleva a escribir su primera novela sobre un niño que sueña con ser torero y, después, una biografía novelada del matador Curro Vázquez. 
Residente en Torrelodones (Madrid), se presentó como candidato en las elecciones municipales de 2007, en un partido formado por ciudadanos (Vecinos por Torrelodones) como respuesta a supuestos escándalos urbanísticos.
Entre febrero de 2015 hasta final de temporada de 2016 presentó el programa Ya veremos, en M80 Radio, la misma emisora en la que condujo desde septiembre de 2016 hasta julio de 2017 el programa matinal Arriba España.
En marzo de 2018 fichó por Melodía FM para dirigir el programa Las piernas no son del cuerpo los sábados y domingos de 9:00 a 13:00, hasta finales de enero de 2021.
A principios de 2019 colaboró en el espacio de TVE Lo siguiente.

## Obras
- Hincaito. La historia de un chico que lidiaba sueños, 2000
- Las piernas no son del cuerpo, humor, 2003[6]
- Pasa un torero, 2005, biografía novelada del matador Curro Vázquez
- Gomaespuma 20 años, 2005
- Conchi, el niño se ha hecho bueno, 2007
- La funeraria, novela, 2009
- La noche del aguacero, novela, 2011 Cartas de vuelta, 2013